# Callichimaera perplexa
Callichimaera perplexa es una especie y género extintos de artrópodo decápodo emparentado con los cangrejos, cuyos restos fósiles han sido hallados en el Cretácico de Colombia y Estados Unidos. Debido a que posee una extraña combinación de rasgos anatómicos, ha sido considerado como el "ornitorrinco de los cangrejos". La presencia de ciertas características en esta especie, tales como pinzas grandes y extremidades natatorias, confirman que estos rasgos ya estaban presentes en el linaje de los cangrejos hace más de 95 millones de años.

## Etimología
El nombre de la especie Callichimaera perplexa se traduce como "hermoso cangrejo desconcertante".

## Anatomía

Reconstrucción de Callichimaera perplexa

Callichimaera poseía características que son comúnmente asociadas con el estado larval de los cangrejos conocido como megalopa. Esto incluye rasgos tales como ojos compuestos grandes, un cuerpo fusiforme pequeño, y piezas bucales delgadas. No obstante, los fósiles de esta especie también muestran evidencia de madurez sexual, lo que sugiere que eran formas adultas. Se piensa que esta especie evolucionó estos rasgos larvarios a través de un proceso conocido como heterocronía.
La evidencia fósil indica que estos cangrejos eran animales pequeños, muchos de ellos cercanos al tamaño de una moneda de 25 centavos de Estados Unidos. Los especímenes fósiles están en un rango de tamaño de unos cuantos milímetros a más de dos centímetros, lo que sugiere la presencia tanto de individuos juveniles como adultos.
Callichimaera no posee la típica forma corporal de los cangrejos, la cual ha sido observada varias veces entre los cangrejos desde el Cretácico.
Debido a que Callichimaera tenía extremidades grandes semejantes a remos, es probable que haya sido un nadador activo, en lugar de vivir principalmente en el lecho marino.

## Paleoecología
Callichimaera vivió en ambientes marinos tropicales.